# خالد العبودي
خالد محمد العبودي (مواليد 1391هـ في الرياض-)، لاعب كرة قدم سعودي سابق. لعب لصالح نادي النصر في مركز الوسط المتراجع «المحور».

## مسيرته الرياضية
بدأ مسيرته مع النصر في عام 1410هـ وكانت بدايته الفعلية في عام 1412هـ حيث شارك باستمرار ضمن كوكبة النجوم في صفوف الفريق.
انضم لمنتخب الناشئين في كأس آسيا بتايلاند عام 88م والتي حققها المنتخب وكان ضمن بعثة الأخضر في استكلندا قبل انطلاقة كأس العالم 89م ولكن تم استبعاده مع مجموعة من اللاعبين.
ساهمت الإصابة في ابتعاده عن الفريق بشكل متكرر، وغاب عن الفريق لمدة موسمين قبل أن يعود في عام 1418هـ ليقود النصر لتحقيق كأس الاتحاد السعودي أمام فريق الاتحاد بنتيجة 2-1. ولكن تلك البطولة كانت الاخيرة له حيث ابتعد مجدداً بسبب الإصابة ليعلن اعتزاله.

## بطولاته مع النصر
- الحصول على الدوري السعودي عام 1414هـ
- الحصول على الدوري السعودي عام 1415هـ
- الحصول على كأس الاتحاد السعودي لكرة القدم عام 1418هـ
- الحصول على كأس الخليج للأندية عام 1416هـ
- الحصول على كأس الخليج للأندية عام 1417هـ
- الحصول على كاس الكؤوس الآسيوية عام 1418